# Krhov (ort i Tjeckien, Södra Mähren)
Krhov är en ort i Tjeckien.   Den ligger i regionen Södra Mähren, i den östra delen av landet, 170 km öster om huvudstaden Prag. Krhov ligger 371 meter över havet och antalet invånare är 147.
Terrängen runt Krhov är kuperad åt sydväst, men åt nordost är den platt. Runt Krhov är det ganska tätbefolkat, med 144 invånare per kvadratkilometer. Närmaste större samhälle är Blansko, 11,6 km söder om Krhov. Omgivningarna runt Krhov är en mosaik av jordbruksmark och naturlig växtlighet.